# Satyrichthys
Satyrichthys – rodzaj morskich ryb skorpenokształtnych z rodziny Peristediidae, wcześniej zaliczany był do kurkowatych.

## Klasyfikacja
Gatunki zaliczane do tego rodzaju:
- Satyrichthys adeni
- Satyrichthys clavilapis
- Satyrichthys isokawae
- Satyrichthys lingi
- Satyrichthys longiceps
- Satyrichthys magnus
- Satyrichthys moluccense
- Satyrichthys piercei
- Satyrichthys rieffeli
- Satyrichthys rugosus
- Satyrichthys welchi